# Dampierre-sous-Bouhy
Dampierre-sous-Bouhy é uma comuna francesa na região administrativa de Borgonha-Franco-Condado, no departamento Nièvre. Estende-se por uma área de 26,89 km². Em 2010 a comuna tinha 457 habitantes (densidade: 17 hab./km²).